# Willem Maris
Pour les articles homonymes, voir Maris.
Willem Maris, né le 18 février 1844 à La Haye et mort le 10 octobre 1910  dans la même ville, est un peintre néerlandais, frère des peintres Jacob et Matthijs Maris. C'est l'un des représentants de l'École de La Haye.

## Œuvre
Willem Maris est considéré comme l'un des représentants majeurs de l'école de La Haye, et comme celui chez qui une approche impressionniste se manifestait le plus. Ses thèmes favoris sont les paysages et la vie paysanne, il déclare à ce sujet : « Je ne peins pas des vaches mais des effets de lumière. ». Il était un ami et collaborateur d'autres représentants de l'école de La Haye comme Anton Mauve et Hendrik Willem Mesdag.
Parmi les frères Maris on appelait Willem "le peintre de la lumière".
- Canards, 1880-1904, huile sur toile, 93 × 113 cm, Rijksmuseum[3]

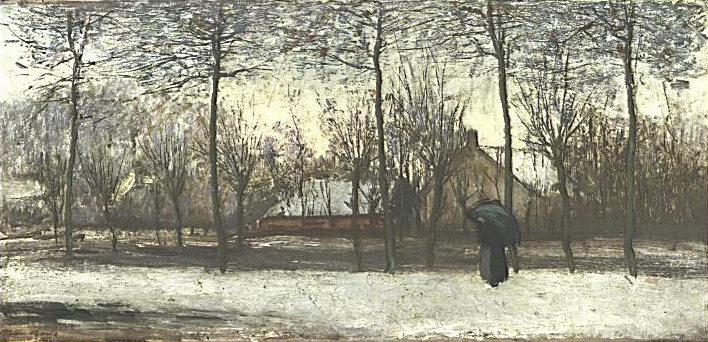
Hiver au village
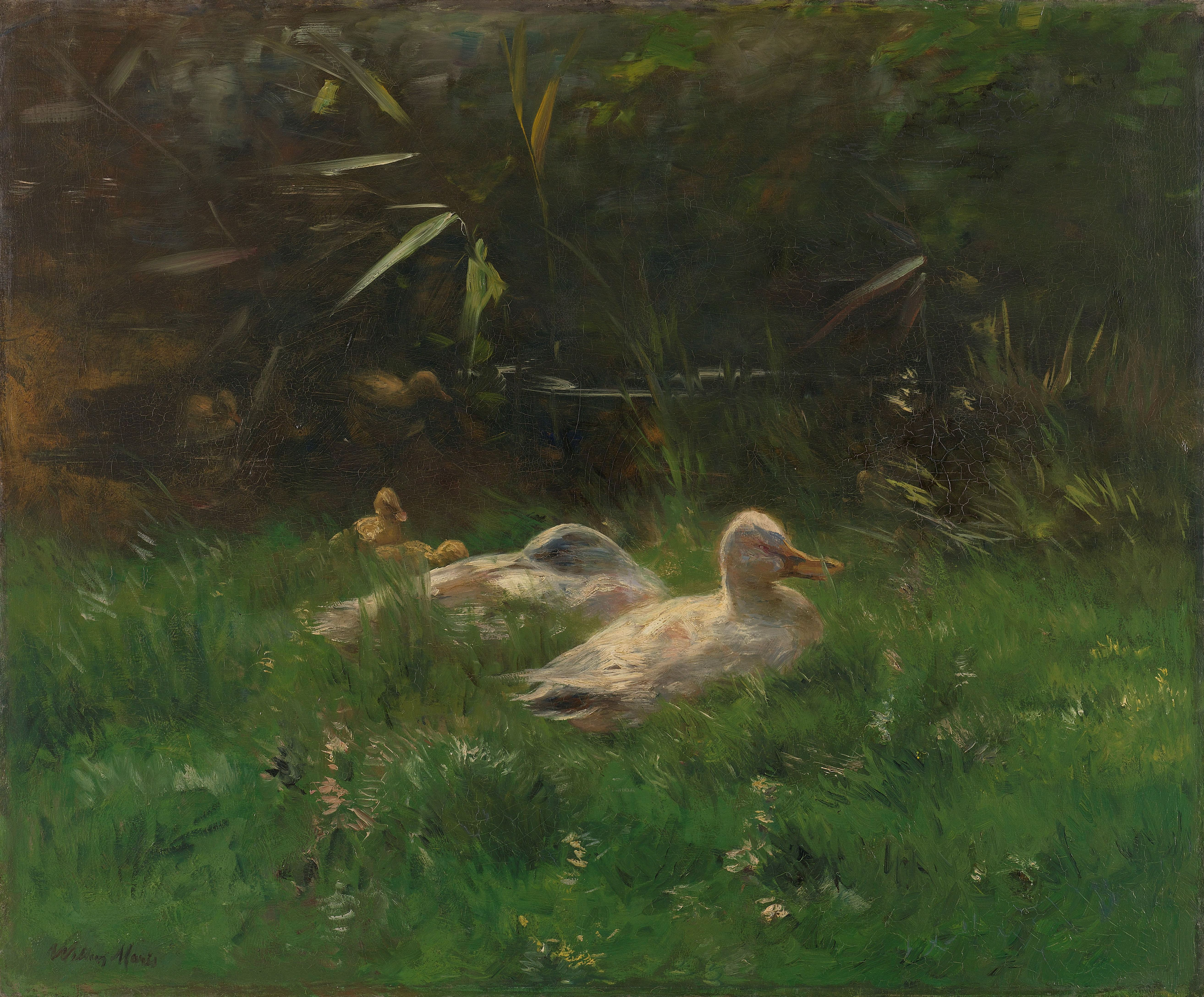
Canards, 1880-1904 Rijksmuseum Amsterdam